# Анна фон Ербах
Анна фон Ербах (на немски: Anna von Erbach; * 27 април 1582, Ербах, Оденвалд; † 30 юли 1650, Идщайн) е графиня от Ербах и чрез женитба графиня на Лайнинген-Дагсбург-Фалкенбург.

## Произход
Тя е дъщеря на граф Георг III фон Ербах (1548 – 1605) и втората му съпруга графиня Анна фон Золмс-Лаубах (1557 – 1586), дъщеря на граф Фридрих Магнус фон Золмс-Лаубах († 1561) и Агнес фон Вид († 1588).
Анна фон Ербах умира на 30 юли 1650 г. на 68 години и е погребана в Идщайн.

## Фамилия
Анна фон Ербах се омъжва на 4 юли 1614 г. във Фюрстенау за граф Филип Георг фон Лайнинген-Дагсбург-Фалкенбург (* 26 юли 1582; † 6 февруари 1627), вторият син на Емих XI фон Лайнинген-Дагсбург-Фалкенбург (1540 – 1593) и съпругата му Урсула, фрайин фон Флекенщайн (1553 – 1595).

- Фридрих Магнус (1615 – 1639)
- Емих Лудвиг Хайнрих (1618 – 1638), убит
- Йохан Казимир (1619 – 1688), граф
- Франциска (1624 – 1639)
- Анна (1625 – 1668), омъжена на 6 декември 1646 г. в Страсбург за граф Йохан фон Насау-Идщайн (1603 – 1677)